# Двірцівський заказник
Двірцівський зака́зник — ботанічний заказник місцевого значення в Україні. Розташований у межах Шептицького району Львівської області, на північ від села Двірці. 
Площа 63,9 га. Статус присвоєно згідно з рішенням облради від 21.05.2019 року № 830. Перебуває у віданні: Сокальське ДЛГП ЛГП «Галсільліс» (Реклинецьке л-во, кв. 21, вид. 1-10, 12, 13). 
Статус присвоєно для збереження кількох частин лісового масиву, де виявлено фітоценози рідкісних та зникаючих видів місцевої флори. Заповідна територія є одним із ареалів поширення шафрана Гейфеля, який занесений до Червоної книги України.